# Лејк Марсел-Стилвотер (Вашингтон)
Лејк Марсел-Стилвотер (енгл. Lake Marcel-Stillwater) насељено је место без административног статуса у америчкој савезној држави Вашингтон.

## Демографија
По попису из 2010. године број становника је 1.277, што је 104 (-7,5%) становника мање него 2000. године.
| Група             | 2000.         | 2010.         |
| Белци             | 1.285 (93,0%) | 1.151 (90,1%) |
| Афроамериканци    | 3 (0,2%)      | 3 (0,2%)      |
| Азијати           | 8 (0,6%)      | 12 (0,9%)     |
| Хиспаноамериканци | 54 (3,9%)     | 77 (6,0%)     |
| Укупно            | 1.381         | 1.277         |